# Cardiastethus elegans
Espèce
Synonymes
Anthocoris elegans Blanchard, 1853
Cardiastethus elegans est une espèce d'insectes hémiptères hétéroptères (punaises) de la famille des Anthocoridae. Elle a une répartition néotropicale.